# Massive Conspiracy Against All Life
Massive Conspiracy Against All Life è il quinto album in studio del gruppo black metal Leviathan, pubblicato nel 2004.

## Tracce
1. Vesture Dipped in the Blood of Morning – 5:22
2. Merging With Sword, Onto Them – 10:58
3. Made as the Stale Wine of Wrath – 8:44
4. VI-XI-VI – 7:00
5. Receive the World – 7:48
6. Vulgar Asceticism – 9:20
7. Noisome Ash Crown – 12:55

## Formazione
- Wrest - tutti gli strumenti, voce